# Чернявський Степан Іванович
Степа́н Іва́нович Черня́вський (рос. дореф. Чернявскій Степанъ Ивановичъ; 25 грудня 1804 (6 січня 1805), Херсонська губернія, Російська імперія — 6 липня (18 липня) 1868, Санкт-Петербург, Санкт-Петербурзька губернія, Російська імперія) — російський кораблебудівник XIX століття, генерал-лейтенант, що збудував близько 50 кораблів різного рангу і класу для Російського імператорського флоту. Голова кораблебудівного технічного комітету, член Морського вченого комітету Морського відомства, що курував проєктування і будівництво перших панцерників Російської імперії.

## Життєпис
Народився в Херсонській губернії 25 грудня 1804 року в унтерофіцерській сім'ї. 6 серпня 1813 року почав службу юнгою Чорноморського флоту. З 1814 по 1819 роки навчався в Севастопольському флотському училищі, а 23 січня 1820 року призначений в Чорноморське штурманське училище, навчання в якому закінчив у 1825 році.
У травні 1826 року, за рішенням командувача Чорноморського флоту адмірала О. С. Грейга, Чернявського, разом з іншими молодими флотськими офіцерами, зокрема В. Г. Апостолі і О. С. Акімовим, відібрали кандидатом для відправки на стажування в Англію для навчання кораблебудуванню. Разом із п'ятьма кандидатами він був прикріплений до штурманської роти для вивчення англійської мови, яку викладав помічник корабельного майстра О. М. Мелетін. 28 грудня 1826 року Чернявський відплив на навчання з Одеси до Лондона на англійському купецькому судні.
6 січня 1827 року, під час закордонного відрядження, Чернявського призначено на посаду штурманського помічника унтерофіцерського рангу, а 23 вересня того ж року перейменовано на прапорщика корпусу флотських штурманів. 18 квітня 1828 року Чернявського переведено до корпусу корабельних інженерів у тому ж чині, а 31 грудня 1831 року проведено у підпоручники.
Перебуваючи в Англії, навчаючись у Портсмутському адміралтействі, учні регулярно надсилали до Миколаєва звіти про свою діяльність, з яких видно, що власне повноцінне навчання розпочалося лише на третьому році їхнього перебування за кордоном, коли було подолано мовний і термінологічний бар'єри. Розуміючи, що почався найплідніший період перебування за кордоном, Грейг клопотав перед морським керівництвом про продовження терміну відрядження Апостолі, Акімова і Чернявського ще на два роки. Микола I дав згоду на їх подальше дворічне перебування в Англії, стажування в якій тривало до 1832 року.

### Севастопольське адміралтейство
Після повернення з Англії у 1832 році направлений до Севастопольського адміралтейства, де займався щогловою і шлюпковою роботою, добудовою і ремонтом різних суден. Керував модернізацією бригантини «Єлизавета», пароплава «Громоносець», корвета «Пендераклія», тимберував бриг «Меркурій», виправляв фрегат «Бургас» і кільовував корвет «Іфігенія».
Наприкінці літа 1832 року у Севастопольському адміралтействі взявся за самостійне будівництво кораблів. 9 серпня заклав тендери «Швидкий» і «Скорий». Обидва тендери були побудовані і 28 травня 1833 року спущені на воду. 26 вересня 1833 року за відзнаку проведений у поручники.
У 1834 році відряджений до Миколаївського адміралтейства, де добудовував перший на Чорному морі 120-гарматний корабель «Варшава», спроєктований О. С. Грейгом і збудований І. Я. Осмініним. У 1835 році Чернявський повернувся до Севастополя, де збудував вантажний бот і ремонтував різні судна. 14 лютого 1835 року заклав 44-гарматний фрегат «Браїлов», спущений на воду 6 жовтня 1836 року. За будівництво фрегата нагороджений орденом Святого Станіслава III ступеня. Повністю завершити будівництво корабля особисто Чернявському не вдалося, оскільки рішенням командування флоту той був направлений у Миколаївське адміралтейство.

### Миколаївське адміралтейство
2 листопада 1836 року проведений у штабскапітани. Прибувши до Миколаєва, займався проєктуванням і будівництвом кораблів різних класів. Загалом за 17 років роботи у Миколаївському адміралтействі Чернявський збудував три 120-гарматні і два 84-гарматні вітрильні лінійні лінійні кораблі, фрегат, вітрильну шхуну, бриг, дев'ятнадцять канонерських човнів і три транспорти. Під час будівництва головного 120-гарматного лінійного корабля «Дванадцять апостолів» уперше в російському кораблебудуванні застосував систему кріплення трюму Саймондса, що дозволила знизити масу та збільшити міцність корабля.
2 листопада 1838 року проведений в капітани корпусу корабельних інженерів. У період роботи в Миколаївському адміралтействі не тільки самостійно будував кораблі, а й спостерігав за будівництвом різних суден іншими майстрами, завідував колекцією креслень і бібліотекою з кораблебудування. У 1843 році відряджений до Англії для збору відомостей щодо вдосконалення кораблебудування.
Після пропозиції у 1843 році О. П. Прокоф'єва замінити на суднах залізну обшивку броткамери дерев'яною рейковою з вентиляційними каналами, що унеможливило б швидке псування провізії та гниття дерев'яної основи броткамери, разом з І. С. Дмитрієвим пропонував замінювати обшивку методом, що використовувався в англійських королівських адміралтействах. Метод передбачав обшивку броткамер сосновими обшивку шовківками на брусках, між рейдерсами та рейдерами. 6 грудня 1847 року проведений у підполковники.
15 жовтня 1852 року в елінгу Миколаївського адміралтейства розпочав будівництво першого гвинтового парового 131-гарматного корабля Чорноморського флоту «Босфор», згодом перейменований на «Синоп». Задля здобуття досвіду з будівництва таких кораблів протягом 1852—1853 років Чернявського відряджено до Англії і Франції, де той ознайомився з організацією і технікою будівництва залізних гвинтових суден. Повернувшись із відрядження, доопрацював креслення «Босфора», будівництво якого завершив О. С. Акімов, спустивши його на воду у 1859 році.

### Санкт-Петербург
3 серпня 1855 року Чернявського відряджено до Санкт-Петербурга для спорудження 125-гарматного корабля «Імператор Микола I» і 10 панцерних плавучих батарей. Одночасно з тим був призначений членом Морського вченого комітету. У січні 1856 року проведений у полковники і призначений членом Комітету з реконструкції Охтенської верфі. Того ж року Найвищим указом призначений головою кораблебудівного і технічного комітету, а у 1857 році — членом Комітету з вивчення лісів Королівства Польського.
18 травня 1860 року підвищений до чину генерал-майора. Автор проєкту броненосного крейсера «Князь Пожарський», збудованого у 1864—1869 роках. У 1862 році призначений членом ще двох комітетів та виконувачем обов'язків голови Морського вченого комітету, а наступного — членом двох Особливих комітетів з розгляду перспектив розвитку флоту та його озброєння.
Починаючи з 1864 року, як член Технічного комітету Головного інженерного управління опікувався питаннями підводного плавання та очолював розроблення перших програм кораблебудування на період переходу до залізних панцерних суден, забезпечував проєктування та будівництво перших залізних панцерників типу «Первісток» та «Не тронь мене». Спроєктував новий варіант дрібносидячих плавучих батарей з нарізними знаряддями, призначених для оборони Керченської протоки. У ті ж роки спостерігав за будівництвом фрегата «Петропавловськ».
Під головуванням генерал-майора Чернявського доопрацьовано проєкт будівництва російських двобаштових броненосних човнів «Русалка» і «Чародійка» англійської фірми «Мітчел і Ко». У 1865 році призначений головою кораблебудівного технічного комітету і членом Морського вченого комітету, разом з тим одночасно став головним контролером усіх нових проєктів панцерників. Був одружений з Марією Іванівною Уоптон — донькою англійського військового архітектора Джона Аптона.
1 січня 1868 року проведений у генерал-лейтенанти, помер 6 липня того ж року в Санкт-Петербурзі.

## Нагороди
- Орден Святого Станіслава III ступеня (1835).
- Орден Святої Анни II ступеня (1838).
- Орден Святого Станіслава II ступеня (1844).
- Орден Святого Володимира III ступеня (1858).
- Орден Святого Станіслава I ступеня (1863).
- Орден Святої Анни I ступеня (1865; імператорська корона до ордена — 1866).